# Агнета ван Маркен-Маттес
Агне́та Вільгельм́іна Йога́нна Ма́ттес (нід. Agneta Wilhelmina Johanna Matthes; 4 жовтня 1847, Амстердам — 5 жовтня 1909, Гоф ван Делфт), відома також як Агнета ван Маркен-Маттес — нідерландська підприємиця, прихильниця кооперативного руху й поліпшення соціальних умов робітників.

## Життєпис

### Освіта
Агнета Маттес народилася в Амстердамі 4 жовтня 1947 року в родині Яна Віллема Фредеріка Маттеса, морського андеррайтера (страхувальника), і Сари Гендріни тер Мейлен. Агнета мала молодшу сестру Сару Елізабет (1949—1902), яку в родині називали Нора. Дівчата виховувалися в сім'ї вище середнього достатку й початкову освіту здобули під опікою приватних учителів. З 1862 по 1864 роки Агнета перебувала в школі-інтернаті для дівчат в Утрехті. Після повернення додому вона брала уроки фортепіано, танців і малювання, здобувала релігійну освіту, щоб належати до Валлонської церкви (нід. Waalse kerk). Така освіта забезпечувала відповідний статус жінки в нідерландському суспільстві.

### Одруження
1865 році на музичному вечорі в Амстердамі Агнета познайомилася з Якобом (Жаком) Корнелісом ван Маркеном, студентом Політехнічної школи Делфта, який студіював хімічну технологію й соціологію. Якоб закохався в Агнету, і невдовзі в 1866 році за згодою її батьків вони заручилися. У цей час Якоб ван Мартен за порадою міністра фінансів нідерландського уряду Пітера Ф. ван Боссе (нід. Pieter Philip van Bosse) зацікавився проблемою виробництва якісних пекарських дріжджів, яких так бракувало нідерландським виробникам дріжджового хліба.
Під час навчальної поїздки в Австро-Угорщину Якоб ван Маркен довідався про новий спосіб виробництва хлібопекарських дріжджів. Уже після заручин і завершення навчання в Політехнічній школі в 1867 році він вдруге поїхав до Відня, де стажувався на фабриці компанії Fleischmann, вивчаючи цей метод виробництва дріжджів, відомий як «Віденський процес». Агнета проявляла жвавий інтерес до його діяльності, що випливає з їхнього листування, у якому, крім приватної інформації, поезії, вони обговорюють ділові та соціальні питання, пов'язані із наміром створити фабрику пекарських дріжджів у Нідерландах. Агнета активно долучається до підприємницької діяльності майбутнього чоловіка та реалізації цього бізнесу-проєкту.
З цією метою вона бере приватні уроки з бізнесу та економіки, бізнес-менеджменту та соціології.

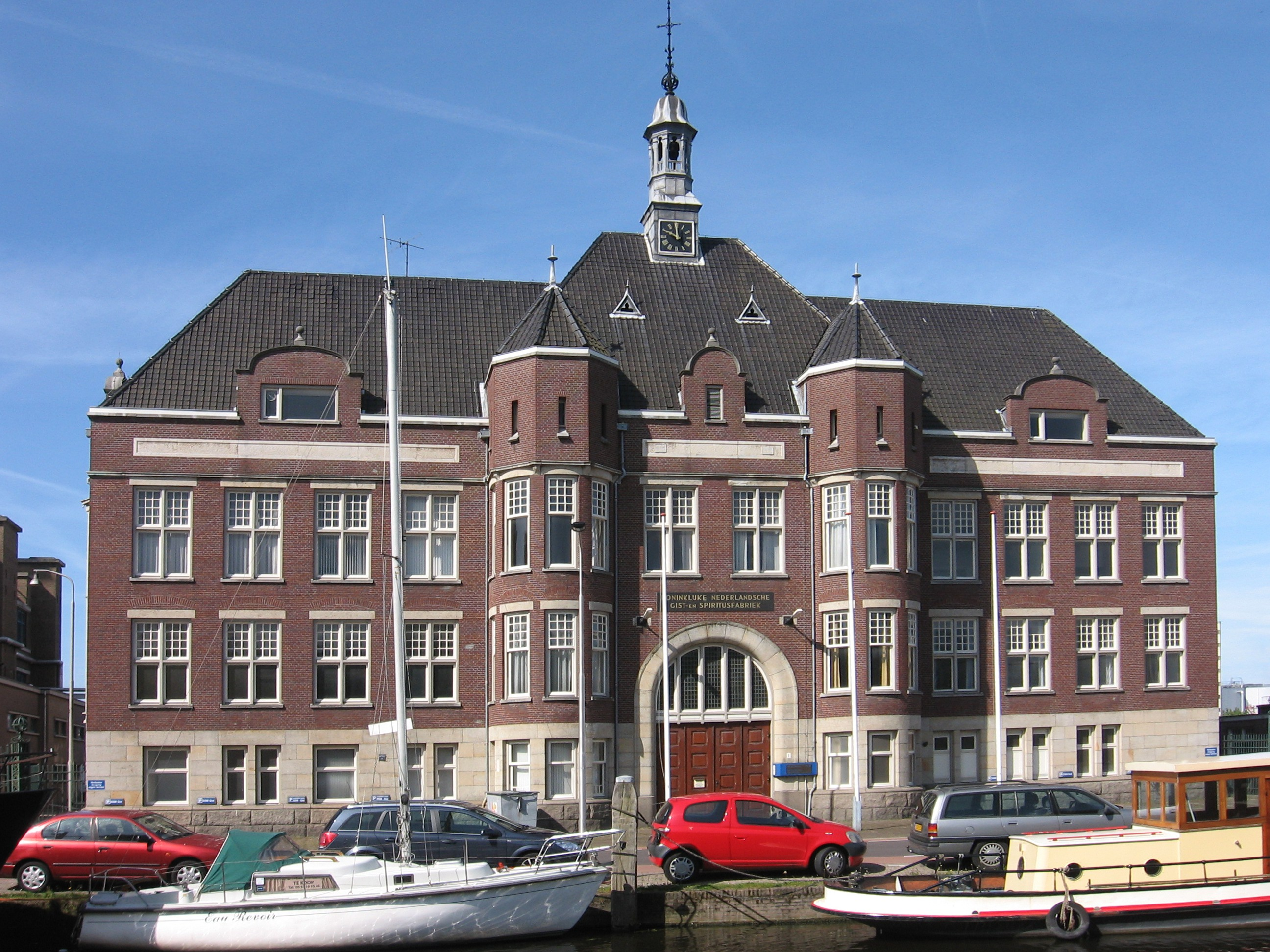
Головна будівля Королівської нідерландської дріжджово-спиртової фабрики. Архітектори Б. Шеллінг і К. Мюллер (1905)

1869 року, незабаром після введення в експлуатацію у Хоф-ван-Делфті першої дріжджової фабрики в Нідерландах Nederlandsche Gist- & Spiritusfabriek NV, Якоб ван Маркен й Агнета Маттес одружилися.

### Підприємницька діяльність
Коли стало зрозуміло, що шлюб Агнети Маттес з Якобом ван Маркеном залишиться бездітним, Агнета Маттес повністю присвятила себе фабриці та кар'єрі чоловіка. Вона щодня супроводжувала його на фабрику, де в неї був власний кабінет і де вона керувала адміністрацією та кадрами, а також підтримувала зв'язок із працівниками та їхніми родинами. Віра в прогрес і почуття спільності були ключовими словами її кадрової політики. Тому багато уваги приділялося поліпшенню соціальних умов робітників фабрики, які мали бути впевненими в базовій заробітній платні. 1874 року Агнета також запровадила систему преміювання, за якою працівники могли отримати частку прибутку.
1873 року з ініціативи Агнета ван Маркен-Маттес подружжя заснувало власним коштом дельфтську парфумерну фабрику «Maison Neuve», яка отримувала необхідний для виробництва спирт з їхнього дріжджово-спиртового заводу. Оскільки в Нідерландах на той час жінки не були дієздатними, компанія була зареєстрована на ім'я її чоловіка. Для участі продукції фабрики в міжнародних виставках вона співпрацювала з фабрикою De Koninklijke Porceleyne Fles у Делфті, яка постачала художні фаянсові флакони для парфум. Продукція фабрики отримала кілька міжнародних премій і нагород.
У 1878 році Агнета ван Маркен зі своїми парфумами завоювала бронзову медаль на Всесвітній виставці в Парижі. В Австралії вона отримує першу премію за парфуми на міжнародній виставці.
1883 року на власні кошти та внесок матері Агнети поряд із дріжджовим заводом було засновано олійний завод. Група під назвою Delftsche Nijverheid була розширена в 1886 році фабрикою клею та желатину. Соціальна кадрова політика дріжджового заводу незабаром була введена в  колективах усіх фабрик. Водночас у 1886 році подружжя Маркен продало парфумерну фабрику з ділових та особистих причин.

### Агнета-парк

План Агнета-парку (близько 1884), ландшафтний архітектор Л. П. Зохер

У той час Агнета ван Маркен-Маттес мріяла про житловий парк, який вони з чоловіком запланували збудувати для персоналу Delftsche Nijverheid. З цією метою вона провела дослідження умов проживання, життєвих звичок і побажань 48 сімей робітників, особисто відвідала домівки робітників у Делфті та околицях, спілкувалася з мешканцями, обмірювала кімнати, розпитувала про орендну плату. Таким чином подружжя отримало добре уявлення про існуючу ситуацію з житловими проблемами та побажання майбутніх мешканців парку.
Для житла, яке вона хотіла збудувати, вони з чоловіком та її матір'ю купили в 1881 році за 16 000 гульденів чотири гектари землі за дріжджовим заводом на північному заході Делфта. Будівництво перших будинків було завершене в 1884 році. Збудоване за котеджною системою житлове містечко для працівників Delftsche Nijverheid складалося з 78 будинків, кожен з яких мав власний садок. Воно розташовувалося в парку, запроєктованому ландшафтним архітектором Л. П. Зохером і названому на честь Агнети Маттес «Агнета-парк».

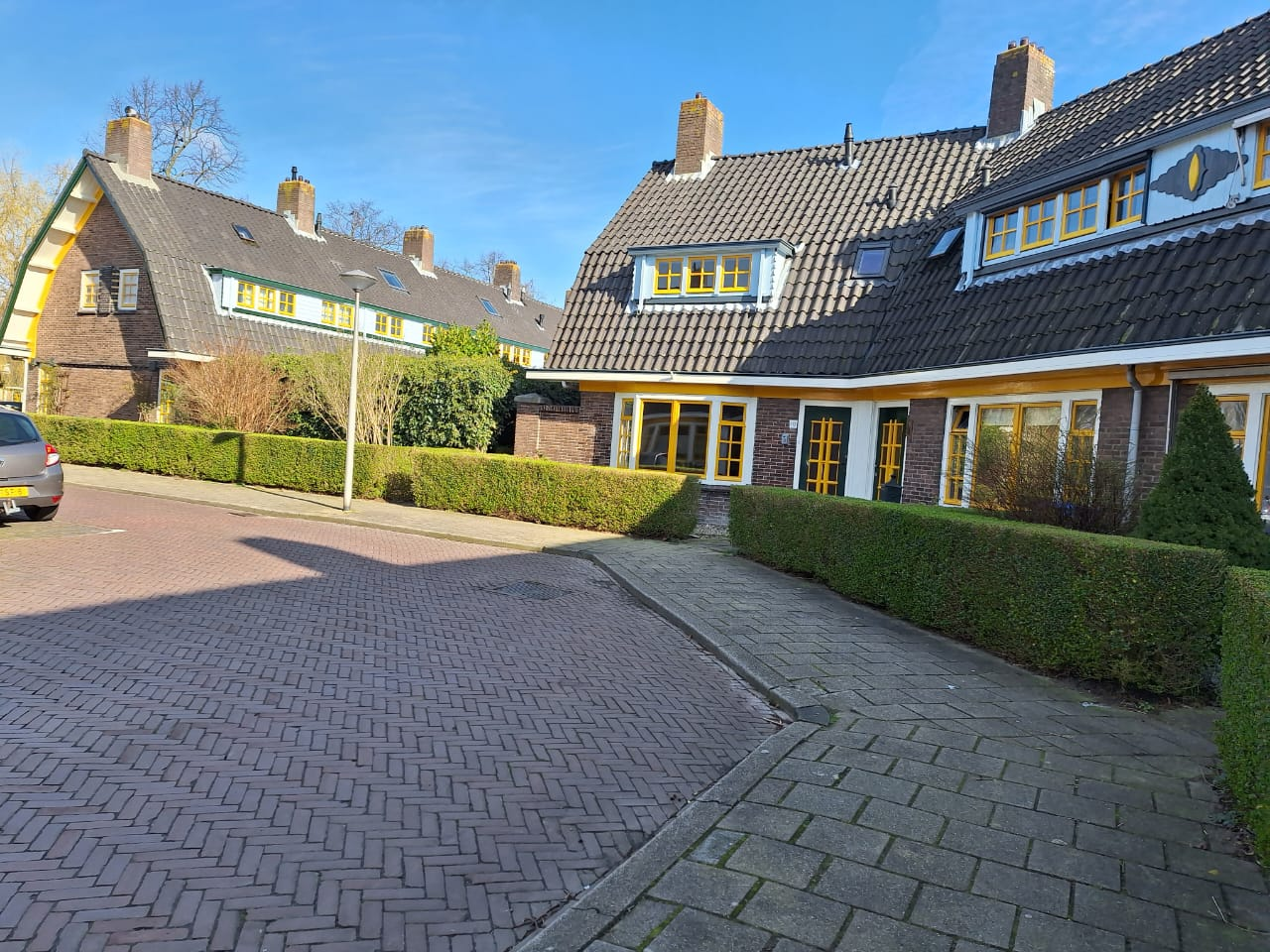
Вулиця котеджного містечка в «Агнета-парку»

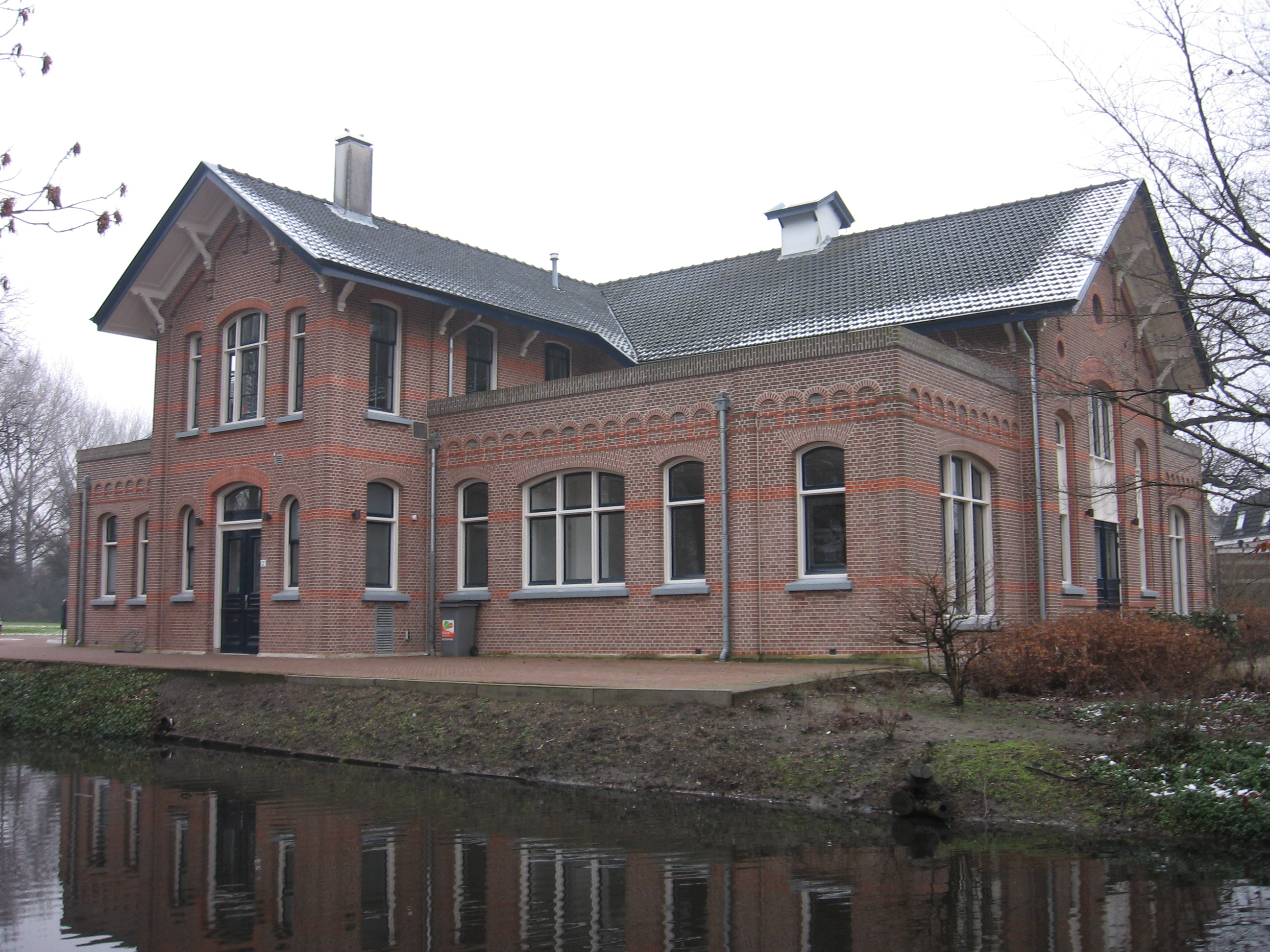
Будинок громади, архітектор Бастіан Шеллінг

Подружжя ван Маркенів вирішило жити в містечку поблизу своїх працівників і в 1885 році переїхало на віллу Rust Roest (будівля «С» на плані «Агнета-парк»), розташовану посеред парку біля ставка. Крім котеджів та вілли, в містечку були збудовані школа («D» на плані), продуктовий магазин («B»), театр з рекреаційними кімнатами («E»), пансіон («A»), оркестровий майданчик посеред парку («G»), будиночок на березі озера для зберігання човнів («H»). Агнета відігравала особливу роль у житті містечка-парку: вона регулярно грала на фортепіано в будинку громади (De Gemeenschap), виступала з цікавими й корисними розповідями, які ілюструвала з використанням проєкційного ліхтаря. 
Будинок був збудований у 1892 році за проєктом Бастіана Шеллінга. Тут розміщувалися кімната для зборів, читальня, бібліотека, проводилися уроки шиття, в’язання спицями та гачком. Оскільки закону про обов’язкову освіту на той час ще не існувало, у будинку громади працював дошкільний заклад для малюків, а з 4-х років діти відвідували початкову школу на території містечка, яка мала назву "Надія майбутнього". Це був перший громадський центр у Нідерландах, якому патронувала тодішня королева Нідерландів Вільгельміна. Нині будівля використовується як офісне приміщення.
1885 року в парку була відкрита кооперативна крамниця. Її дизайном та асортиментом займалася Агнета. Для цього вона регулярно зустрічалася з  мешканками парку-містечка, щоб обговорити асортимент крамниці та почути їхні побажання. Агнета відвідувала родини працівників, допомогала в потребах, завжди була готова відвідати хворого, допомогти, дати добру пораду. 
Тому мешканці парку виявляли свою пошану й вдячність Агнеті ван Маркен. 4 жовтня, в день народження Агнети, парк прикрашали прапорами, ввечері в парку грала капела, а люди похилого віку танцювали. Коли 1898 році місіс Агнета ван Маркен важко захворіла, то щодня мешканці довідувалися про стан її здоров'я з бюлетня, прикріпленого до вхідних дверей вілли. Першу дівчинку, яка народилася в «Агнета-парку», назвали Агнета.. 
Планувалося, що це житлове містечко поступово перейде у власність мешканців, але цей ідеал так і не був реалізований. Орендарі не набули особистої власності на займані будинки, а стали пайовиками кооперативу «Спільна власність». Не все було так просто. Багато працівників не хотіли жити в містечку. Вони вважали орендну плату зависокою, відстань до шкіл і магазинів занадто великою, деякі сприймали близькість директора як форму контролю. Незважаючи на певне розчарування та тимчасову незаповненість, «Агнета-парк» завдяки своєму дизайну здобув міжнародну популярність.

### Родинне життя

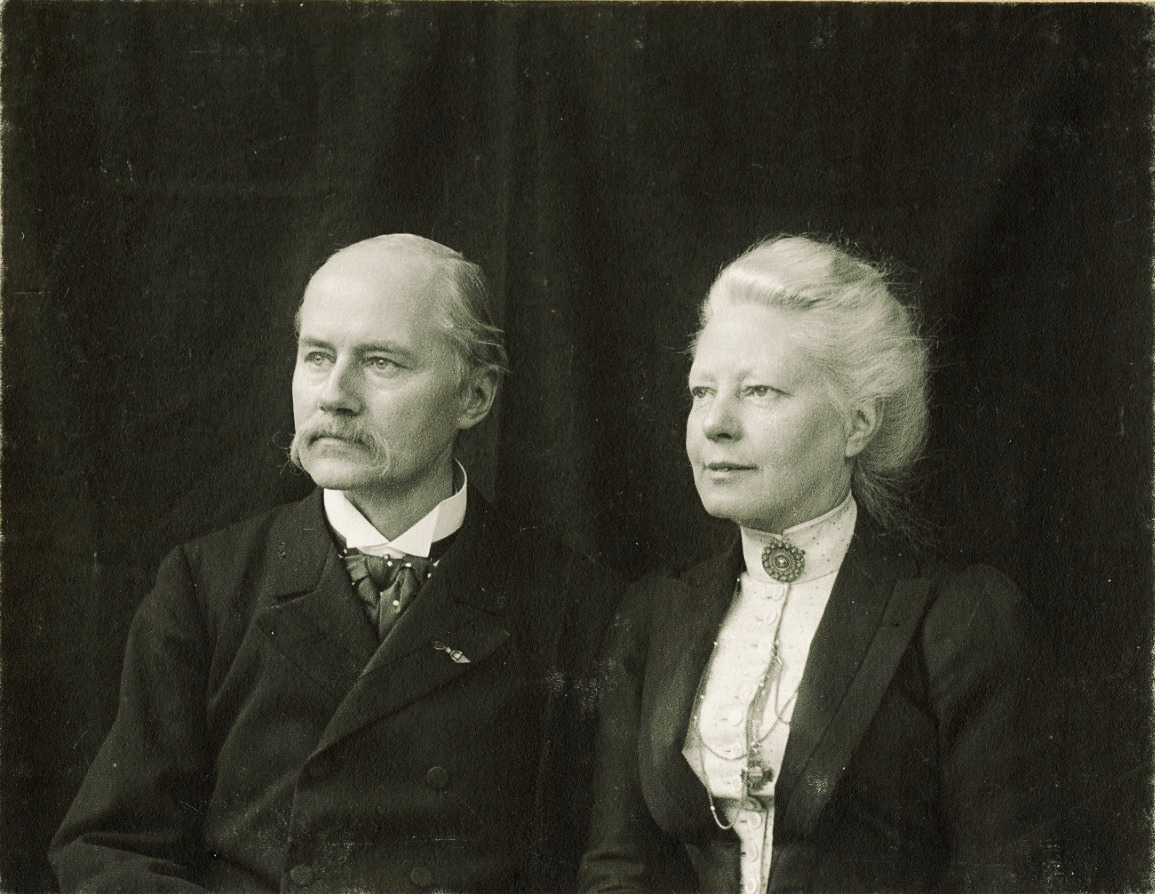
Подружжя ван Маркен (1890 рік)

Через турботи, пов'язані з будівництвом і функціонуванням «Агнета-парку», Агнета ван Маркен-Маттес дедалі більше віддалялася від щоденних виробничих справ. До того ж у її чоловіка із сорока років почалися проблеми зі здоров'ям. Щоб знайти полегшення від його нервового болю, подружжя часто залишалося надовго на закордонних морських курортах. 1886 року під час одного з періодів загострення хвороби ван Маркена, коли він перебував на лікуванні в Німеччині, Агнета отримує болісну інформацію в листі від Марії Ерінгаард, адресованому її чоловікові, яка скаржиться на затримку виплати на утримання сім'ї. Агнета вибирає нестандартне рішення й призначає побачення з позашлюбною жінкою чоловіка. Виявляється, що ван Маркен мав з нею позашлюбні стосунки з 1871 року, від яких народилося п'ятеро дітей, двоє з яких померли в ранньому віці. Поки він лікується водою в Німеччині, жінки приймають кардинальне рішення на майбутнє. Коли мати цих дітей померла від туберкульозу через три роки у віці тридцяти шести років, ван Маркен зіткнувся з важким завданням, як продовжувати піклуватися про двох дівчаток, віком восьми та сімнадцяти років, та п'ятнадцятирічного хлопчика. Агнета ван Маркен, яка передбачала такий розвиток подій, тоді повідомила своєму чоловікові, що вона знає про ситуацію й готова прийняти дітей у свою сім’ю. Було повідомлено, що ван Маркени взяли трьох прийомних дітей, хоча з часом справжній факт перестав бути таємницею.

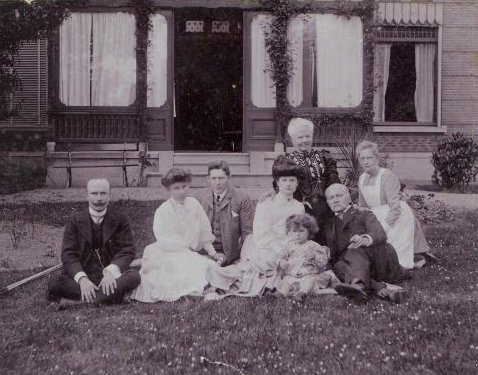
Подружжя ван Маркен з позашлюбними дітьми Якоба ван Маркена та покійної Марії Ерінгаард. Зліва направо: Якоб Корнеліс Ерінгаард (син), Клара Ерінгаард (дочка) зі своїм чоловіком, Е. Йоханкнегт (дружина Корнеліса Ерінгаарда), Еррі Анна Ерінгаард (дочка), Агнета ван Маркен-Маттес, Якоб ван Маркен, няня дитини (невідома) (1904 рік)

Через усі ці різкі зміни в особистому та діловому житті Агнета ван Маркен-Маттес з 1889 року обмежила представницькі обов'язки поза домом. З 1900 року стан здоров'я її чоловіка постійно погіршувався. Тож 1905 року він був змушений залишити всі свої обов'язки й піти у відставку з усіх своїх посад. Це також поклало край участі Агнети в бізнесових справах. Через рік ван Маркен помер. Тепер Агнета присвятила себе пам'яті про його особу та творчість. 1907 року вона відредагувала антологію його листів, віршів і замальовок зі студентських років, а роком пізніше — збірку з його понад 360 редакційними статтями в фабричному журналі їхніх фабрик De Fabrieksbode. Вона також публікувала короткі статті в цьому часописі під ініціалами «A» або «A.v.M.».
1909 року Агнета Маттес померла через день після свого 62-го дня народження. Спочиває з чоловіком на Яффському кладовищі в Делфті.

## Слід в історії нідерландського підприємництва
Життя і діяльність Агнети ван Маркен-Маттес сприймається в історії Нідерландів як приклад соціального підприємництва. У своєму заповіті вона заснувала «Фонд ван Маркена» для підтримки всіх працівників, які працювали на їхніх підприємствах. Доходи від основного капіталу цього фонду розподілявся між чотирма дочірніми фондами. Коли Агнета померла, газети в 1909 році писали, що ван Маркен ніколи не став би тією значущою людиною, якою він став з Агнетою. Через сто років її назвали «матір'ю фабрик» у меморіальній книзі Фонду ван Маркена.
Особливий погляд на Агнету ван Маркен-Маттес дає графолог Джеймс Коутс, який відвідав її в жовтні 1895 року, коли вона перебувала в Лондоні. Він описав її як розумну та рішучу жінку з широкими інтересами, високорозвиненим почуттям обов'язку та великим організаторським талантом. Вона не мала достатньої фінансової проникливості, але була практичніша, ніж її чоловік, менше боялася громадської думки, ніж він.

## Увічнення пам'яті

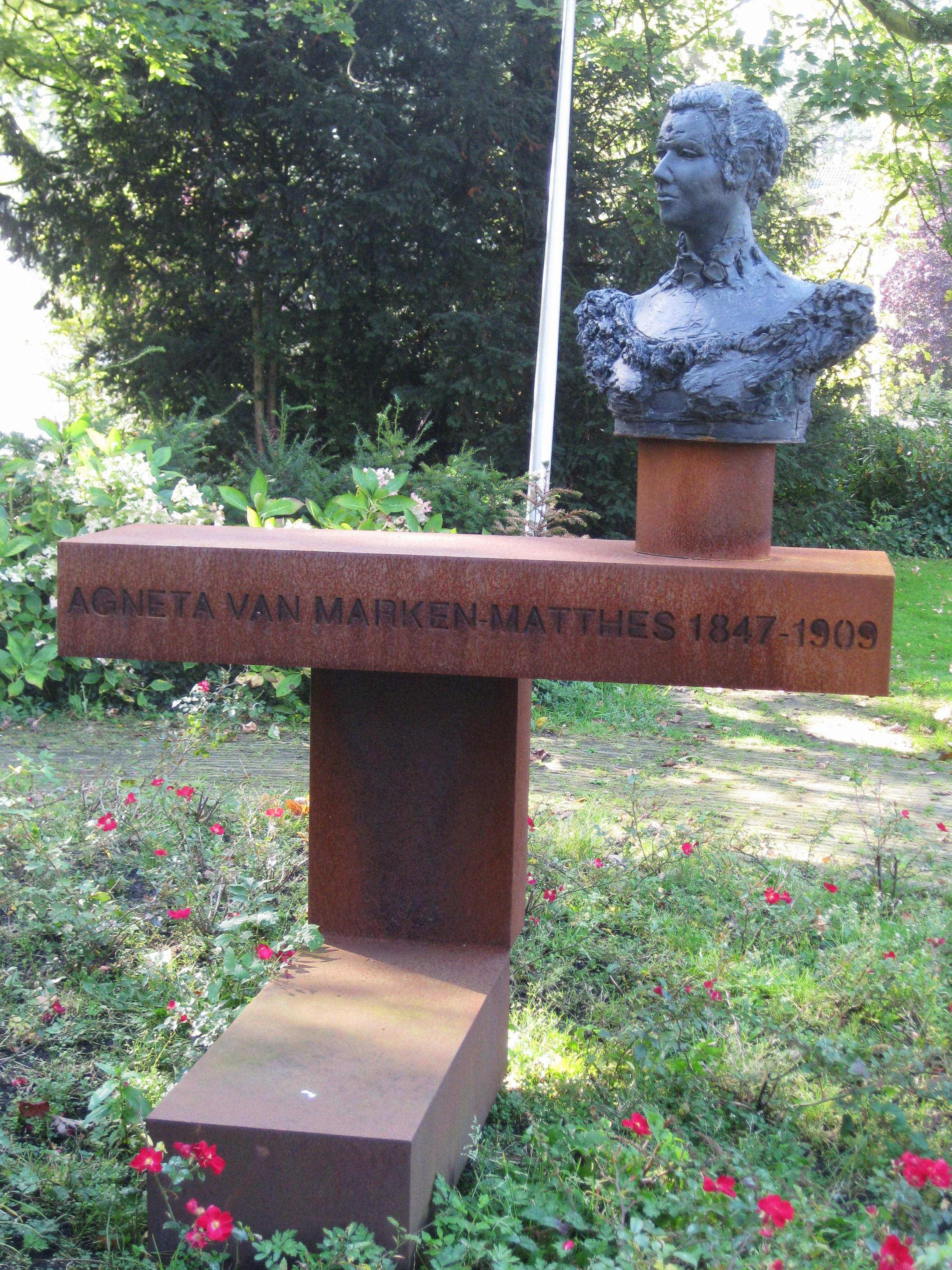
Погруддя Агнети ван Маркен-Маттес в Агнета-парку в Делфті, скульптор Лон Пеннок

1981 року колишній будинок ван Маркенів у парку «Агнета» був знесений. На місці вілли Rust Roest був встановлений бюст Якоба ван Маркена, виготовлений скульптором Пітером де Монші. Натомість пам'ять про засновницю парку й чиїм іменем названий парк не була відзначена. Для багатьох мешканців Делфта видалося несправедливим ігнорування в парку пам'яті про Агнету, тим більше, як відомо, Агнета ван Маркен-Маттес відіграла важливу роль у реалізації всіх починань свого чоловіка, особливо активну роль — у створені парку. Тому 2008 року (за ініціативою Гууба Лангевега) було створено Меморіальний фонд Агнети ван Маркен-Маттес, завданням якого стало увічнення її пам'яті в Агнета-парку.
Замовлення на виготовлення пам'ятника Агнети отримав скульптор Лон Пеннок. Він створив у стилі бюста ван Маркена бюст Агнети і встановив його на постаменті з іржавної сталі (як алюзія до назви вілли Rust Roest (Іржа). На постаменті викарбуваний текст: AGNETA VAN MARKEN-MATTHES 1847—1909 PARFUMS MAISON NEUVE GIST EN SPIRITUS LEVENSIDEALEN (Агнета ван Маркен-Маттес 1847—1909 — Парфуми Maison Neuve — Дріжджі і спирт — Життєві ідеали). 5 жовтня 2009 року, в соту річницю від дня смерті Агнети Маттес, відбулося урочисте відкриття її меморіалу в Агнета-парку.